# JXTG Nippon Oil & Energy
JXTG Nippon Oil & Energy Corporation (JXTGエネルギー株式会社 JXTG Enerugī Kabushiki-gaisha?, TYO: 5001 ) sau NOC sau Shin-Nisseki (新日石) este o companie petrolieră japoneză cu 4.222 de angajați. Afacerile sale includ explorarea, importul și rafinarea petrolului brut; fabricarea și vânzarea de produse petroliere, inclusiv combustibili și lubrifianți; și alte activități legate de energie. Este cea mai mare companie petrolieră din Japonia, iar în ultimii ani și-a extins operațiunile în alte țări.

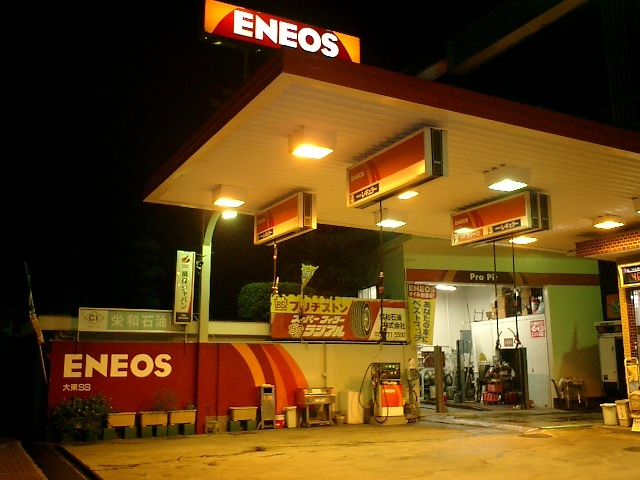
O stație de benzinărie ENEOS din Japonia

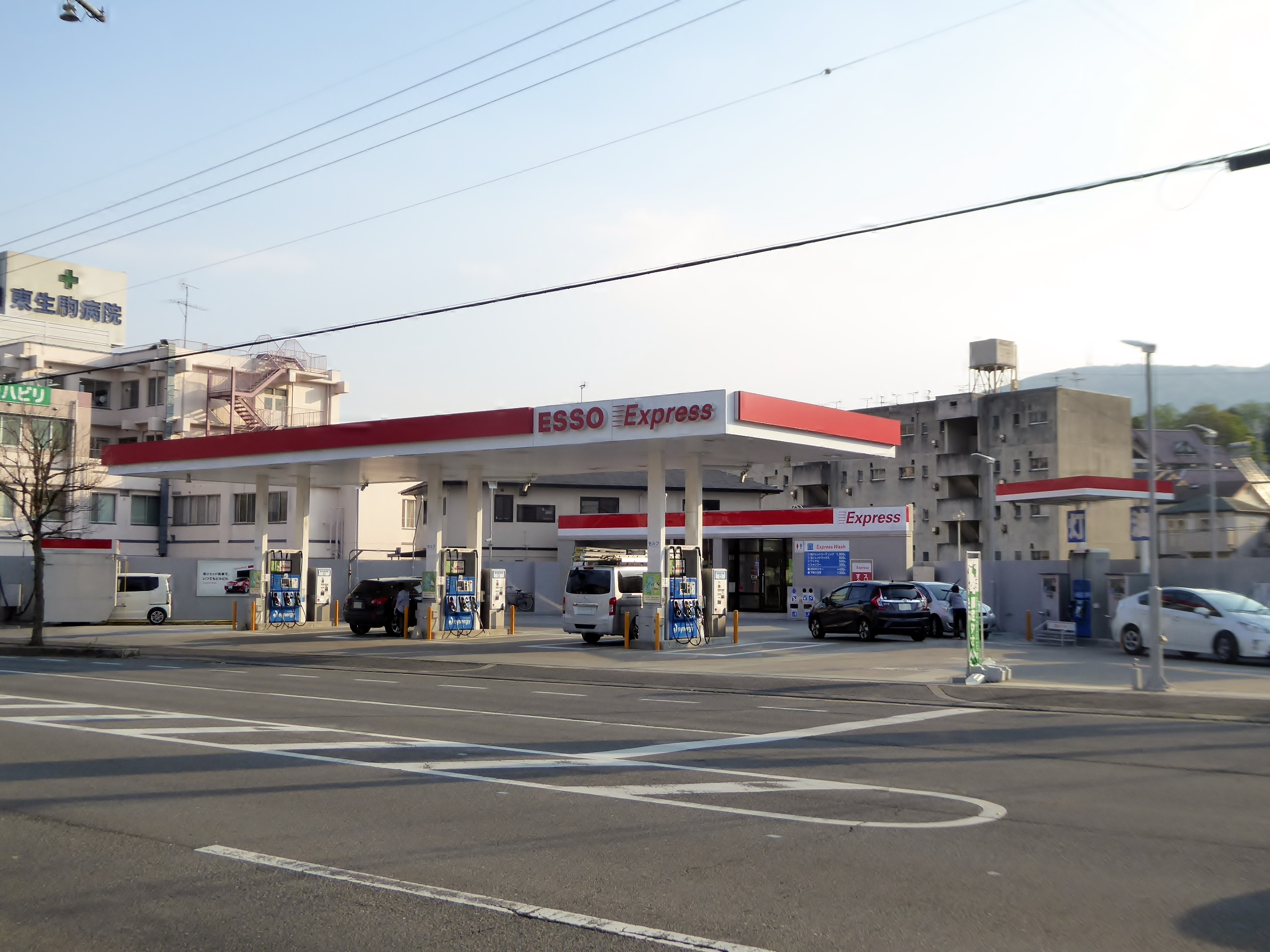
O benzinărie Esso din Ikoma, Nara

Produsele sale sunt vândute sub brandul Eneos, care este utilizat și pentru stațiile de service. De asemenea, a exploatat anterior stații de service sub mărcile Esso și Mobil sub licență de la ExxonMobil. În 2019, ca urmare a fuziunii JX Holdings cu TonenGeneral Group în 2017 pentru a forma JXTG Holdings, ambele mărci au fost eliminate treptat în favoarea Eneos.
JX Nippon Oil & Energy este membru al Mitsubishi UFJ Financial Group (MUFJ) keiretsu.